# Михаловці
Михаловці (Міхаловці; словен. Mihalovci) — поселення в общині Ормож, Подравський регіон‎, Словенія. У 2005 році село Светинє (словен. Svetinje) було відділене від Михаловців.

## Культурна спадщина
Уздовж дороги Ормож — Лютомер, стоїть пам'ятник, присвячений дев'ятьом загиблим партизанам. Це триметрова стопка каменів, зверху увінчана п'ятипроменевою зіркою. У пам'ятку вбудована меморіальна дошка з іменами полеглих. Пам'ятник оточений стовпами, з'єднаними ланцюгом. Пам'ятник представляє справжнє місце вбивства дев'ятьох патріотів.
Іншими об'єктами культурної спадщини є дві каплиці.